# ウマルコート
ウマルコート（ウルドゥー語：عُمركوٹ、シンディー語：عمرڪوٽ、Umarkot）は、パキスタンのシンド州、ウマルコート県の都市。アマルコート（Amarkot）とも呼ばれる。

## 歴史

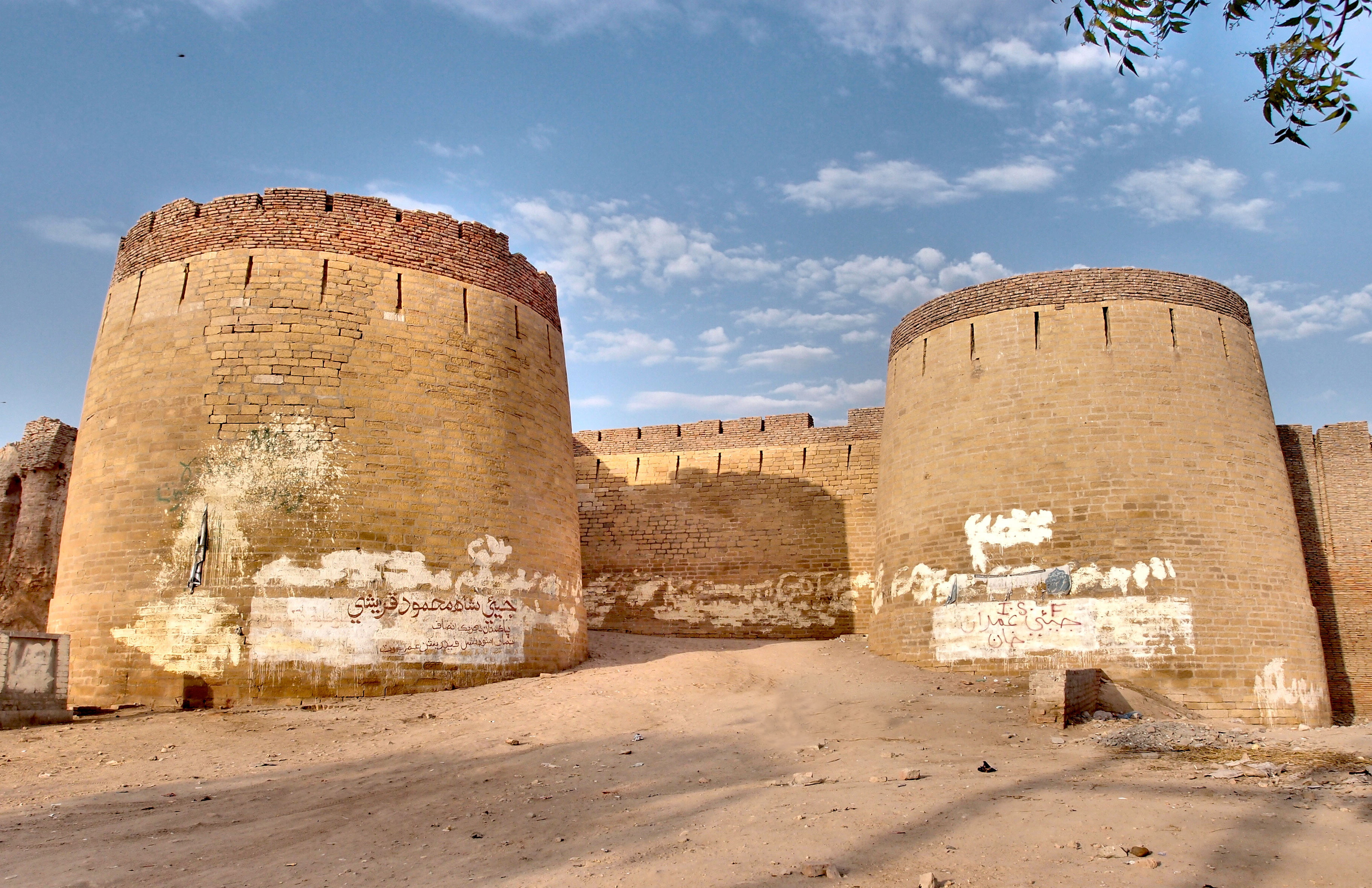
ウマルコート城

1542年10月15日、ムガル帝国の第2代皇帝フマーユーンがラージプーターナーのシンド地方を放浪中、皇子が生まれた。これがのちの第3代皇帝アクバルである。
なお、このときフマーユーンはウマルコートの支配者から保護を受けていた。

## 教育
ウマルコートには100以上の学校があり、大学も20存在する。